# Новинки (Сукромленское сельское поселение)
Новинки — деревня в Торжокском районе Тверской области. Входит в состав Сукромленского сельского поселения.

## История
На карте Мёнде Тверской губернии деревня Новинки имеет 15 дворов.
Согласно СНМ Новторожского уезда  в 1889 году деревня входила в Сукромлинскую волость Новоторжского уезда.
.

## Население
В начале 2008 года в деревне постоянно проживало 90 жителей.
| 2010 |
| ---- |
| 74   |

### Известные люди
М. Н. Виноградов — герой Советского союза.